# Konzentrationstopologie
In der Mathematik ist die Konzentrationstopologie eine Topologie auf der Menge aller metrischen Maßräume.

## Definition
Für einen metrischen Maßraum {\displaystyle (X,d_{X},\mu _{X})} bezeichne {\displaystyle \operatorname {Lip} _{1}(X)} die Menge aller Lipschitz-stetigen Funktionen mit Lipschitz-Konstante {\displaystyle 1} auf {\displaystyle X}. Sei {\displaystyle \mu _{Leb}} das Lebesgue-Maß auf {\displaystyle \left[0,1\right]}, als Parameter für {\displaystyle X} bezeichnet man eine Borel-messbare Abbildung {\displaystyle \phi \colon \left[0,1\right]\to X} falls für das Bildmaß {\displaystyle \phi _{*}\mu _{Leb}=\mu _{X}} gilt. Für einen Parameter {\displaystyle \phi } definiert man den Raum der {\displaystyle 1}-Lipschitz-Verknüpfungen 
{\displaystyle \phi ^{*}\operatorname {Lip} _{1}(X)=\left\{f\circ \phi \colon f\in \operatorname {Lip} _{1}(X)\right\}}.
Sei {\displaystyle d_{H}} der Hausdorf-Abstand bezüglich der Ky-Fan-Metrik {\displaystyle d_{KF}} definiert durch
{\displaystyle d_{KF}(f,g):=\inf \left\{\epsilon \geq 0\colon \mu _{Leb}\left(\left\{t\in \left[0,1\right]\colon d_{X}(f(t),g(t))>\epsilon \right\}\right)\leq \epsilon \right\}}.
Der beobachtbare Abstand zwischen metrischen Maßräumen {\displaystyle X} und {\displaystyle Y} wird definiert durch
{\displaystyle d_{conc}(X,Y):=\inf _{\phi ,\psi }d_{H}(\phi ^{*}\operatorname {Lip} _{1}(X),\psi ^{*}\operatorname {Lip} _{1}(Y))},
wobei {\displaystyle \phi \colon \left[0,1\right]\to X} und {\displaystyle \psi \colon \left[0,1\right]\to Y} alle Parameter von {\displaystyle X} bzw. {\displaystyle Y} durchlaufen.
Die Konzentrationstopologie ist die durch den beobachtbaren Abstand definierte Topologie auf der Menge aller metrischen Maßräume.

## Konzentration metrischer Maßräume
Man sagt, dass sich eine Folge von metrischen Maßräumen {\displaystyle X_{n}} auf einen metrischen Maßraum {\displaystyle X} konzentriert, wenn {\displaystyle X_{n}} in der Konzentrationstopologie gegen {\displaystyle X} konvergiert.
Eine Folge metrischer Maßräume konzentriert sich genau dann auf einen einpunktigen Raum, wenn sie eine Lévy-Familie ist.